# Luiz Razia
Luiz Tadeu Razia Filho (Barreiras, 4 de abril de 1989) é um ex-automobilista, repórter e empresário brasileiro. Foi campeão da Fórmula 3 Sul-Americana em 2006, e vice-campeão da GP2 Series em 2012.

## Biografia
Nascido em Barreiras, cidade localizada no oeste da Bahia, Luiz Tadeu Razia Filho foi influenciado por seu pai, Luiz Tadeu Razia, a ser piloto de corridas. O pai de Luiz também sonhou em estar na Fórmula 1, competindo nas décadas de 1970, 1990 e 2000, foi empresário, produtor rural, fundou o Autocross Club de Barreiras, além de ter sido dono da Razia Sports, equipe que competiu na Fórmula 3 Sul-Americana entre 2007 e 2010. Ele faleceu em 2021, aos 73 anos. A mãe de Luiz é Ana Elizabete Vieira Santos, ex-tabeliã em Barreiras, que chegou a ser presa em dezembro de 2011 por ter participado de um esquema de grilagem de terras. Luiz ainda tem mais dois irmãos, Rodrigo Konig Razia e Tâmara Luiza Razia.
Desde 2013, é casado com a jornalista, influenciadora e empresária Ana Carolina Nasato, e tem dois filhos: Matteo, nascido em 2015, e Enrico. Atualmente vive em Balneário Camboriú.

## Trajetória esportiva

### Anos iniciais
Razia estreou nas pistas de autocross aos 11 anos de idade, e já na temporada seguinte, com apenas 13 anos, conquistou o título de vice-campeão baiano da modalidade, a apenas um ponto do primeiro colocado.
Em 2004, mudou-se para Brasília, onde começou a treinar e a correr de kart, que é considerada a base da carreira de um profissional. Em apenas seis meses de treinos, consagrou-se campeão brasileiro da categoria.

### Fórmula 3 Sul-Americana
Ainda em 2004, o passo seguinte foi a estreia no campeonato Fórmula 3 Sul-americana. Os treinos de adaptação à nova categoria começaram dias depois da vitória no campeonato nacional. Na temporada seguinte, já como piloto da equipe Dragão Motorsport, Luiz Razia conquistou duas pole positions e duas vitórias em seu primeiro ano na categoria, sendo o sexto colocado.
Em 2006, o piloto conquistou o título da categoria, liderando o ranking de vitórias, pole positions e melhores voltas. Em 16 corridas, subiu ao degrau mais alto do pódio sete vezes, largou seis vezes na primeira posição do grid e, em sete oportunidades, foi o piloto mais rápido durante uma corrida. O título da F3 Sul-Americana veio com a vitória na última prova em Interlagos, e Razia somou ao todo 99 pontos, estabelecendo uma diferença de dez pontos sobre o vice Mario Moraes.

### Fórmula Renault
Em 2005, Razia conciliou a F3 Sulamericana com o Campeonato Brasileiro de Fórmula Renault, sendo o mais jovem do grid. Razia acumulou experiência em pistas de rua, e voltou a competir na Bahia em uma prova que reuniu 200 mil pessoas ao redor do circuito montado em Salvador. Terminou a temporada na décima colocação.
Dois anos depois, em 2007, disputou quatro corridas da World Series by Renault, substituindo Ricardo Risatti na GD Racing.

### Fórmula 3000
Razia mudou-se para a Itália em 2007 e passou a competir nos campeonatos europeus e italianos de Fórmula 3000. Ele começou a temporada da Euroseries com a Fisichella Motor Sport, mas fez uma mudança no meio da temporada para a ELK Motorsport após a saída de Alx Danielsson. Durante a temporada, ele conquistou quatro pódios para terminar em terceiro na classificação da Euroseries e em quarto na F-3000 italiana, que fazia parte da Euroseries.
Em 2008, ele permaneceu na Euroseries 3000 com a ELK Motorsport, fazendo parceria com o francês Nicolas Prost, filho do tetracampeão mundial de Fórmula 1, Alain Prost. Na classificação da Fórmula 3000 italiana, ele mais uma vez terminou a temporada em quarto lugar, conquistando três pódios, incluindo sua primeira vitória em Misano.

### A1GP
Após fazer testes na A1GP, Razia se juntou ao Team Brasil em 2006–07, como um dos reservas, e completou cinco voltas durante os treinos da etapa da África do Sul.

### GP2 Series
No final de 2006, Razia testou um carro de GP2 em Jerez para a equipe Racing Engineering, e em setembro de 2008 ele testou novamente para a equipe no circuito de Paul Ricard.
Em 2 de outubro de 2008, Razia se juntou à Trust Team Arden para a temporada 2008-09 da GP2 Asia Series. O baiano marcou seus primeiros pontos no Catar, com um 8º lugar na corrida principal e um 6º lugar na corrida curta. Na corrida final da temporada no Bahrein, Luiz conquistou sua primeira vitória, se beneficiando do grid invertido. Somou nove pontos no total, sendo 13º colocado.

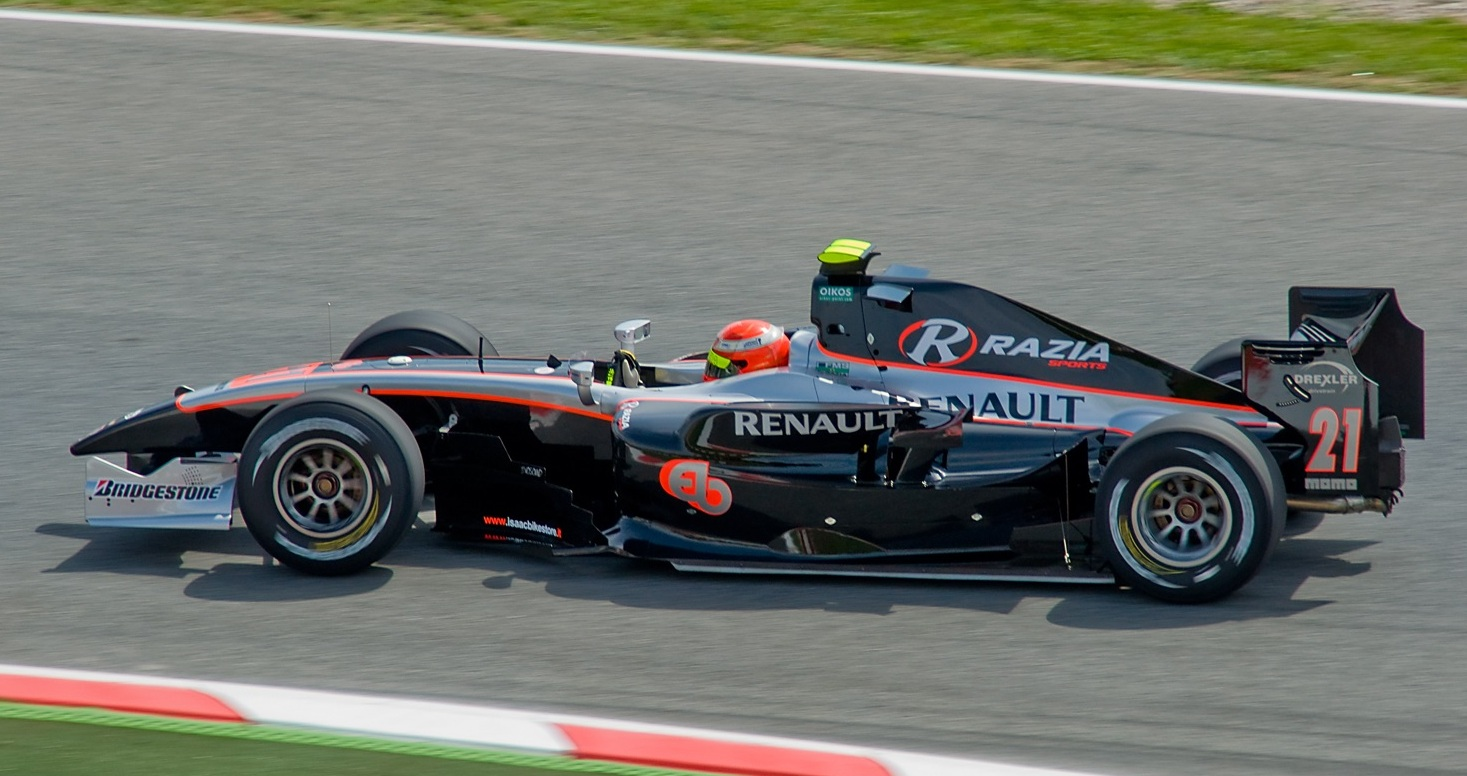
Razia correndo pela Fisichella Motor Sport, no GP da Catalunha da Temporada da GP2 Series de 2009.

Ele assinou com a Fisichella Motor Sport para competir na GP2 Series em 2009, que viria a se tornar Coloni durante a temporada, e foi companheiro do experiente Andreas Zuber. Depois de conquistar seu primeiro ponto na corrida principal da nona rodada em Monza, Razia liderou a corrida curta da pole para conquistar sua primeira vitória na GP2. Com isso, ele somou oito pontos e foi 19º colocado, ficando com menos da metade da pontuação de seu companheiro Zuber, o 13º colocado.
Razia disputou a temporada 2009-10 da GP2 Asia Series, pela equipe Barwa Addax, sendo companheiro de Max Chilton. Mas ambos os pilotos foram substituídos antes da segunda rodada do campeonato, com Chilton se mudando para a Ocean Racing Technology, e Razia só retornando para a rodada final no Bahrein, substituindo Daniel Zampieri na Rapax Team.

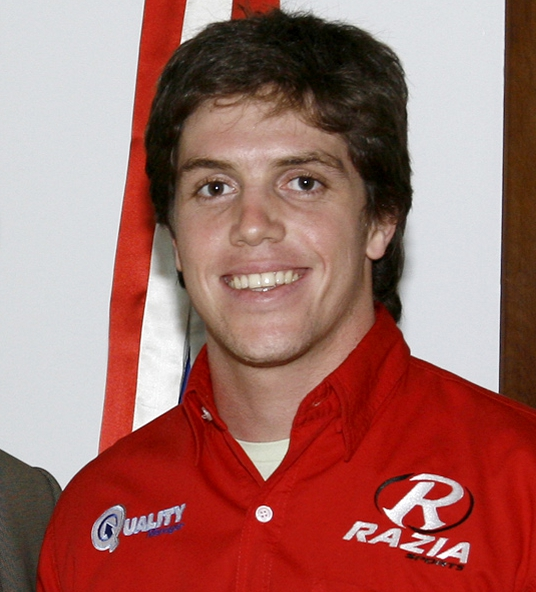
Luiz Razia em 2010

O barreirense permaneceu na Rapax durante a temporada de 2010 da GP2, tendo o venezuelano Pastor Maldonado como companheiro. Razia começou forte, terminando as seis primeiras corridas na zona de pontuação (incluindo dois pódios), mas teve uma sequência ruim até a última etapa da temporada, terminando em décimo primeiro lugar no campeonato de pilotos, com 28 pontos. Seu companheiro de equipe, Maldonado, sagrou-se campeão da categoria, enquanto Razia ajudou a Rapax a conquistar o título de equipes.
Como parte de seu acordo com a Lotus, Razia assinou para pilotar pela nova equipe AirAsia em 2011, ao lado de seu colega de testes da equipe de F1, Davide Valsecchi. Luiz não pontuou na Asia Series, mas terminou em sexto na primeira corrida da temporada principal, garantindo à equipe três pontos em sua largada inaugural. Mais tarde, ele conquistou um pódio com o segundo lugar na corrida curta de Valência, sua primeira pole position na Hungria, corrida na qual terminou em terceiro, e se classificou em 12º no campeonato de pilotos, com 19 pontos, onze a menos que Valsecchi.

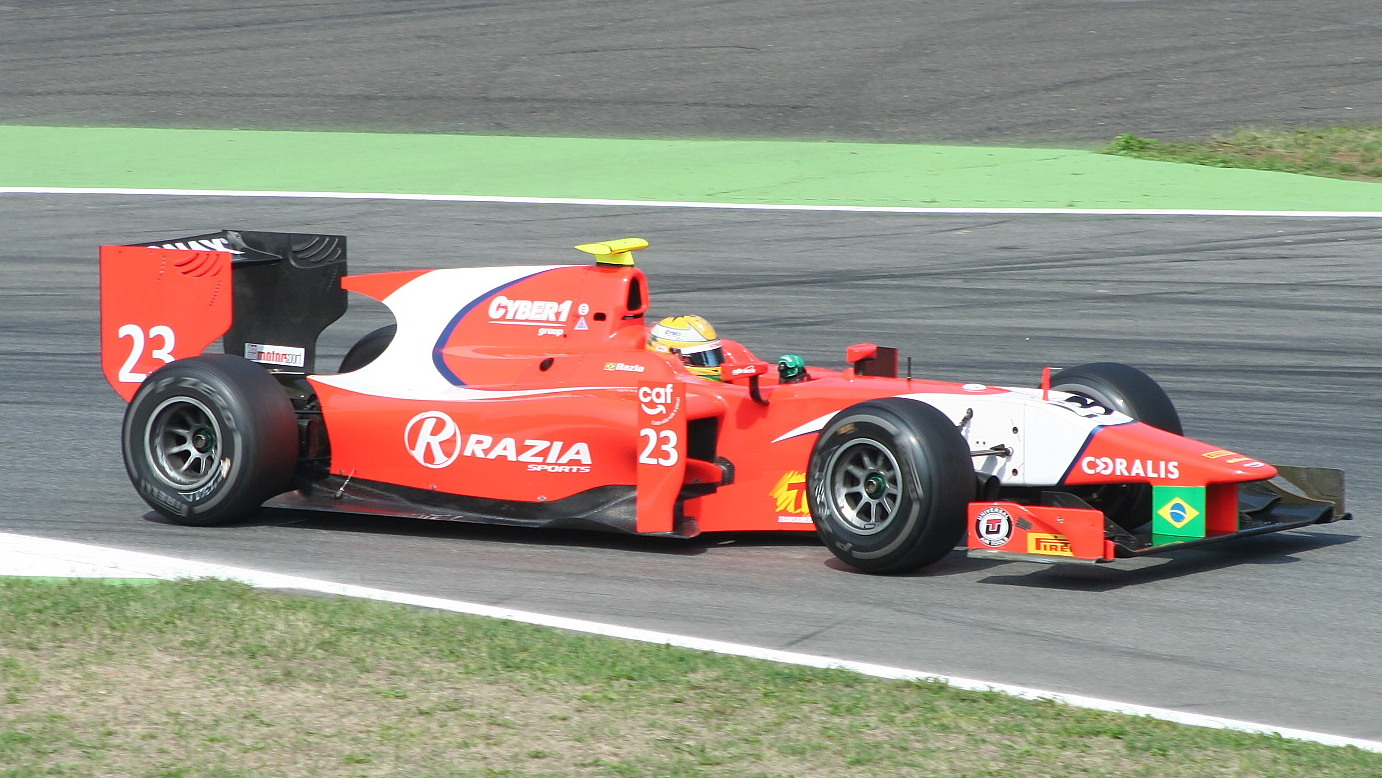
Razia na Itália em 2012

Em 2012, disputou sua quarta temporada da GP2 pela Arden, tendo o suíço Simon Trummer como companheiro. Nessa temporada, Razia disputou o título com seu ex-companheiro Valsecchi. O baiano obteve quatro vitórias na Malásia (Feature race), Catalunha (Sprint race), Valência (Sprint race) e Inglaterra (Sprint race), somando nove pódios no total. Ele chegou a liderar o campeonato e figurou como favorito ao título, mas acabou como vice-campeão, somando 222 pontos e ficando com 25 de desvantagem para o campeão Davide Valsecchi.

### Fórmula 1
Em 15 de dezembro de 2009, o barreirense foi confirmado como piloto de testes da equipe Virgin Racing durante a temporada 2010. Sua estreia com o carro da equipe foi em um evento promocional em Jerez, na Espanha. Testou novamente em Yas Marina, completando 70 voltas e fazendo o tempo de 1min43s525, a apenas sete milésimos do belga Jérôme d'Ambrosio.
Foi piloto de testes da Team Lotus em 2011. Em 15 de abril, durante os primeiros treinos livres para o Grande Prêmio da China, fez sua estreia oficial na Fórmula 1, fazendo testes para a Lotus. Voltou a representar a marca em Abu Dhabi, durante os testes de novatos, onde completou 89 voltas. E fez mais um treino livre no GP do Brasil, completando 32 voltas e sendo o vigésimo mais rápido em Interlagos, experiência que o baiano definiu como "espetacular".
Em setembro de 2012, fez testes com a Force India em Magny-Cours, fazendo o segundo melhor tempo, e em novembro, testou com a Toro Rosso em Abu Dhabi, e mesmo com febre alta, completou 68 voltas e fez o sexto melhor tempo.
No dia 31 de janeiro de 2013, foi anunciado que Razia disputaria a F1 pela equipe Marussia, ao lado do britânico e também estreante Max Chilton. O Brasil passaria a contar, portanto, com dois pilotos na F1 em 2013. No entanto, após problemas entre seus patrocinadores e a Marussia, a equipe russa reincidiria o contrato de Razia no dia 1º de março, sendo o piloto brasileiro substituído por Jules Bianchi.
Razia relatou mais tarde ter sentido uma decepção muito grande, por não ter conseguido entrar na F1, mas depois, relatou ter dito “Que se lasque! Vou fazer outras coisas da minha vida. Não tem só Fórmula 1 no mundo”.

### International GT Open
Sem vaga na F1 em 2013, Razia se voltou para o Gran Turismo, competindo na International GT Open. Correndo na equipe Bhai Tech Racing ao lado do neozelandês Chris van der Drift numa McLaren MP4-12C de número 66, o baiano disputou oito rodadas duplas, venceu a primeira da etapa de Nürburgring, obteve mais três pódios e somou um total de 37 pontos, sendo oitavo colocado na classe GTS.

### Indy Lights
Em 2014, Razia correu na Indy Lights pela Schmidt Peterson Motorsports. Ele conquistou uma vitória e cinco pódios, terminando em quinto lugar na classificação geral.

### Stock Car
Razia parou de correr profissionalmente em 2015, mas competiu como piloto convidado na primeira etapa da Stock Car Brasil daquele ano, em parceria com Lucas Foresti, e a dupla chegou em 16º lugar. Mais tarde, ele pilotou um Toyota Corolla no Brasileiro de Marcas para Bassani. No ano seguinte, Razia e Foresti voltaram a participar juntos da Corrida de Duplas da Stock Car, e dessa vez, eles correram pela Full Time ProGP, chegando em nono lugar.

### Porsche Cup
Razia competiu na Porsche Cup em 2022, vencendo a etapa de Goiânia na classe principal na categoria Sprint Challenge ao lado do companheiro Carlos Renaux. Em 2023, disputou a Endurance Challenge na categoria Carrera Cup Sport com Nelson Marcondes. A dupla seguiu pilotando o carro número 199 em 2024, tendo a companhia de Gianluca Petecof em etapas como a dos 500 km de Interlagos.

## Outros empreendimentos
Ainda na época em que competia como piloto nas categorias de base, Razia criou um programa transmitido pela internet, o Drive Riot, no qual ele tratava de automobilismo, além de ter sido colunista da TotalRace.
Ele também fez matérias para o programa Auto Esporte, da Rede Globo, nas quais testou carros super esportivos de marcas como Ferrari e Lamborghini.
Após deixar o automobilismo profissional, Razia se tornou empresário da área de investimentos, também possuindo uma produtora de eventos esportivos.

## Resultados

### Resultados completos na GP2 Series
Legenda: (Corridas em negrito indicam pole position); (Corridas em itálico indicam volta mais rápida) 
| Temporada | Equipe                               | 1          | 2          | 3           | 4           | 5           | 6          | 7           | 8           | 9           | 10         | 11          | 12          | 13          | 14          | 15          | 16          | 17          | 18         | 19         | 20         | 21          | 22         | 23        | 24        | Classificação | Pontos |
| --------- | ------------------------------------ | ---------- | ---------- | ----------- | ----------- | ----------- | ---------- | ----------- | ----------- | ----------- | ---------- | ----------- | ----------- | ----------- | ----------- | ----------- | ----------- | ----------- | ---------- | ---------- | ---------- | ----------- | ---------- | --------- | --------- | ------------- | ------ |
| 2009      | Fisichella Motor Sport               | ESP FEA 16 | ESP SPR 12 | MON FEA 13  | MON SPR 10  | TUR FEA Ret | TUR SPR 20 | GBR FEA 20  | GBR SPR Ret | GER FEA Ret | GER SPR 14 | HUN FEA Ret | HUN SPR Ret |             |             |             |             |             |            |            |            |             |            |           |           | 19º           | 8      |
| 2009      | PartyPokerRacing.com Scuderia Coloni |            |            |             |             |             |            |             |             |             |            |             |             | VAL FEA Ret | VAL SPR 13  | BEL FEA     | BEL SPR     | ITA FEA 8   | ITA SPR 1  | ALG FEA 10 | ALG SPR 17 |             |            |           |           | 19º           | 8      |
| 2010      | Rapax Team                           | ESP FEA 7  | ESP SPR 2  | MON FEA 7   | MON SPR 5   | TUR FEA 5   | TUR SPR 2  | VAL FEA Ret | VAL SPR Ret | GBR FEA Ret | GBR SPR 15 | GER FEA Ret | GER SPR 13  | HUN FEA 10  | HUN SPR Ret | BEL FEA 16  | BEL SPR 10  | ITA FEA Ret | ITA SPR 10 | ABU FEA 7  | ABU SPR 2  |             |            |           |           | 11º           | 28     |
| 2011      | Team AirAsia                         | TUR FEA 6  | TUR SPR 18 | ESP FEA Ret | ESP SPR Ret | MON FEA Ret | MON SPR 20 | VAL FEA 6   | VAL SPR 2   | GBR FEA 17  | GBR SPR 14 | GER FEA Ret | GER SPR 14  | HUN FEA 3   | HUN SPR 7   | BEL FEA Ret | BEL SPR Ret | ITA FEA 10  | ITA SPR 9  |            |            |             |            |           |           | 12º           | 19     |
| 2012      | Arden International                  | MAL FEA 1  | MAL SPR 5  | BAR1 FEA 2  | BAR1 SPR 4  | BAR2 FEA 4  | BAR2 SPR 2 | ESP FEA 8   | ESP SPR 1   | MON FEA 15  | MON SPR 6  | VAL FEA 3   | VAL SPR 1   | GBR FEA 5   | GBR SPR 1   | GER FEA 7   | GER SPR 10  | HUN FEA 3   | HUN SPR 3  | BEL FEA 6  | BEL SPR 20 | ITA FEA Ret | ITA SPR 16 | SGP FEA 5 | SGP SPR 4 | 2º            | 204    |

### Resultados completos na GP2 Asia Series
Legenda: (Corridas em negrito indicam pole position); (Corridas em itálico indicam volta mais rápida) 
| Temporada | Equipe           | 1            | 2           | 3           | 4          | 5          | 6         | 7            | 8           | 9           | 10          | 11        | 12        | Classificação | Pontos |
| --------- | ---------------- | ------------ | ----------- | ----------- | ---------- | ---------- | --------- | ------------ | ----------- | ----------- | ----------- | --------- | --------- | ------------- | ------ |
| 2008-09   | Trust Team Arden | CHN FEA Ret  | CHN SPR 17  | EAU FEA 10  | EAU SPR C  | BAR FEA 14 | BAR SPR 9 | CAT FEA 8    | CAT SPR 6   | MAL FEA Ret | MAL SPR Ret | BAR FEA 8 | BAR SPR 1 | 13º           | 9      |
| 2009–10   | Barwa Addax Team | ABU1 FEA Ret | ABU1 SPR 11 | ABU2 FEA    | ABU2 SPR   | BAR1 FEA   | BAR1 SPR  |              |             |             |             |           |           | 26º           | 0      |
| 2009–10   | Rapax Team       |              |             |             |            |            |           | BAR2 FEA Ret | BAR2 SPR 13 |             |             |           |           | 26º           | 0      |
| 2011      | Team AirAsia     | ABU FEA Ret  | ABU SPR 16  | ITA FEA Ret | ITA SPR 14 |            |           |              |             |             |             |           |           | 25º           | 0      |

### Resultados completos na Indy Lights
| Ano  | Equipe                       | 1     | 2     | 3     | 4     | 5     | 6     | 7      | 8     | 9      | 10    | 11     | 12    | 13    | 14    | Pos. | Pts. | Ref.   |
| ---- | ---------------------------- | ----- | ----- | ----- | ----- | ----- | ----- | ------ | ----- | ------ | ----- | ------ | ----- | ----- | ----- | ---- | ---- | ------ |
| 2014 | Schmidt Peterson Motorsports | STP 5 | LBH 5 | ALA 2 | ALA 4 | IND 2 | IND 1 | INDY 4 | POC 8 | TOR 12 | MDO 3 | MDO 11 | MIL 8 | SNM 3 | SNM 4 | 5º   | 403  | [ 55 ] |